# 船杉村
船杉村（ふなすぎむら）は福島県河沼郡にあった村。現在の会津坂下町船杉にあたる。

## 歴史
- 1889年（明治22年）4月1日 - 町村制の施行により船杉村が単独で自治体を形成。
- 1923年（大正12年）4月1日 - 塔寺村・気多宮村・坂本村・新舘村と合併して八幡村が発足。同日船杉村廃止。

## 交通

### 鉄道路線
現在は旧村域を只見線が通過するが、当時は未開業。